# Новолучки

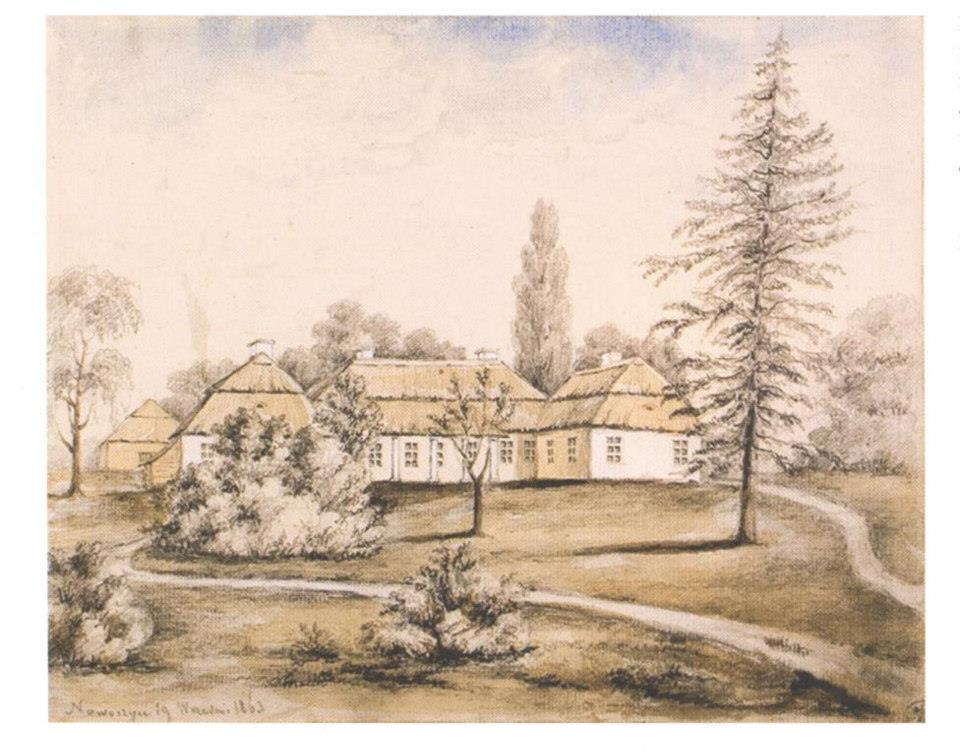
Усадьба «Новощицы» на картине Н.Орды

Новолучки (бел. Навалучкі) — деревня в Ивановском районе Брестской области, входит в состав Лясковичского сельсовета. Население — 2 человек (2023).

## География
Новолучки находится в 8 км к северо-востоку от Иванова. Через деревню проходит местная автодорога Иваново — Достоево — Молодово. Местность принадлежит бассейну Днепра, рядом с деревней находятся несколько мелиорационных каналов со стоком в Ясельду. Ближайшая ж/д станция в Иваново (линия Брест — Пинск — Гомель).

## История
История деревни связана с дворянским поместьем «Новощицы», которое располагалось километром севернее современной деревни. До окончания XVIII столетия усадьба принадлежала роду князей Гедройцев, в конце XVIII века наследница рода Геновефа Гедройц вышла замуж за Доминика Орду, после чего имение «Новощицы» перешло к роду Орда.
После третьего раздела Речи Посполитой (1795 год) в составе Российской империи, с 1801 года принадлежало Гродненской губернии.
В XIX веке представители рода Орда возвели здесь усадьбу с каменным дворцом и пейзажным парком.
Согласно Рижскому мирному договору (1921) деревня вошла в состав межвоенной Польши, где принадлежала Полесскому воеводству. В сентябре 1939 года Западная Белоруссия была присоединена к СССР, последним владельцем имения был Витольд Орда.
Во время Великой Отечественной войны село находилось под оккупацией с июня 1941 года по июль 1944 года. В 1943 году дворец и прочие усадебные постройки сгорели, после войны усадебный дом был частично восстановлен, но мощный пожар 1956 года окончательно его уничтожил, руины были разобраны. От всего усадебного комплекса сохранилась лишь фрагменты парка и руины сторожки.